# Kanton Château-Thierry
Château-Thierry is een kanton van het Franse departement Aisne. Het kanton maakt deel uit van het arrondissement Château-Thierry.

## Gemeenten
Het kanton Château-Thierry omvatte tot 2014 de volgende 21 gemeenten:
- Azy-sur-Marne
- Belleau
- Bézu-Saint-Germain
- Blesmes
- Bonneil
- Bouresches
- Brasles
- Château-Thierry (hoofdplaats)
- Chierry
- Épaux-Bézu
- Épieds
- Essômes-sur-Marne
- Étampes-sur-Marne
- Étrépilly
- Fossoy
- Gland
- Marigny-en-Orxois
- Mont-Saint-Père
- Nesles-la-Montagne
- Nogentel
- Verdilly

Ingevolge de herindeling van de kantons bij decreet van 21 februari 2014, met uitwerking op 22 maart 2015 zijn dat volgende 21 gemeenten:
- Belleau
- Bézu-Saint-Germain
- Blesmes
- Bouresches
- Brasles
- Brécy
- Château-Thierry
- Chierry
- Coincy
- Épaux-Bézu
- Épieds
- Étampes-sur-Marne
- Étrépilly
- Fossoy
- Gland
- Grisolles
- Mont-Saint-Père
- Nesles-la-Montagne
- Rocourt-Saint-Martin
- Verdilly
- Villeneuve-sur-Fère